# Turbó Spuri
A Turbó Spuri (eredeti cím: Turbo Fast) 2013-tól 2016-ig futott amerikai televíziós flash animációs sorozat, amely a Turbó című 2013-as 3D-s számítógépes animációs film alapján készült. A rendezői Anthony Lioi, Phil Allora, Anthony Chun, Nate Clesowich, Juno Lee, Michael Moloney és Chris Prynoski, producerei Ben Kalina, Shannon Barrett Prynoski és Jennifer Ray, a zeneszerzői Henry Jackman és Halli Cauthery. A tévéfilmsorozat a DreamWorks Animation Television és a Titmouse gyártásában készült. Műfaját tekintve filmvígjáték-sorozat, kalandfilm-sorozat. Három évadot élt meg 52 epizóddal. 2013. december 24-én mutatták be a Netflixen, Magyarországon a Minimax kezdte adni 2018. január 1-jén.

## Ismertető
Öt hónappal a Turbó (film) eseményei után Tito várost épít az összes csigának Turbóval együtt, továbbá versenypályát épít a csigák számára. Turbó folytatja versenyzői kalandjait testvére, Chet, valamint barátai, Ostor, Parázs, Féknyom, Árnyék és Csigavér segítségével. Együtt úgy döntenek, hogy Fast Action Stunt Teamnek vagy F.A.S.T.-nek hívják magukat.

## Szereplők
| Szereplő  | Eredeti hang         | Magyar hang         |
| --------- | -------------------- | ------------------- |
| Turbó     | Reid Scott           | Markovics Tamás     |
| Chet      | Eric Bauza           | Pál Tamás           |
| Ostor     | John Eric Bentley    | Bolla Róbert        |
| Féknyom   | Amir Talai           | Seder Gábor         |
| Parázs    | Grey DeLisle         | Nádasi Veronika     |
| Árnyék    | Michael Patrick Bell | Faragó András       |
| Csigavér  | Phil LaMarr          | Dévai Balázs        |
| Páncél    | Diedrich Bader       | Petridisz Hrisztosz |
| Breakneck | Mark Hamill          |                     |
| Ace Gecko | Jeff Bennett         |                     |
| Hayaku    | Lauren Tom           |                     |

## Epizódok
| Évad | Évad | Epizódok | Epizódok | Eredeti sugárzás   | Eredeti sugárzás  | Magyar sugárzás | Magyar sugárzás  |
| Évad | Évad | Epizódok | Epizódok | Évadpremier        | Évadfinálé        | Évadpremier     | Évadfinálé       |
| ---- | ---- | -------- | -------- | ------------------ | ----------------- | --------------- | ---------------- |
|      | 1    | 26       | 26       | 2013. december 24. | 2014. december 1. | 2018. január 1. | 2018. január 26. |
|      | 2    | 13       | 13       | 2015. július 31.   | 2015. július 31.  | TBA             | TBA              |
|      | 3    | 13       | 13       | 2016. február 5.   | 2016. február 5.  | TBA             | TBA              |